# アールストア
株式会社アールストア（英文社名：R-STORE LTD.）は、不動産セレクトショップサイト・アプリ「R-STORE / アールストア」の運営や、賃貸仲介業務等の事業を行う、東京都豊島区に本社を置く日本の会社である。

## 概要
2009年、設立。不動産セレクトショップサイト・アプリ「R-STORE / アールストア」を中心に事業を展開。

## 沿革[2]
- 2009年9月 品川区上大崎にて創業。賃貸住宅検索サイト「R-STORE」の運営開始。
- 2010年 iOSアプリ「goodroom（現R-STOREアプリ）」をリリース。
- 2011年 港区西麻布に本社移転。
- 2012年 iOSアプリgoodroomを「R-STORE」として再リリース。
- 2013年 間取り好きのためのアプリ「MADORI」をリリース。ナビゲーションカテゴリでGoogleMAPSに続く2位にランクされる。
- 2014年 品川区上大崎に本社移転。
- 2016年 R-STOREのPVが300万を突破。
- 2020年 豊島区東池袋に本社移転。
- 2021年 Androidアプリ「R-STORE」をリリース。

## 店舗
- R-STORE 池袋本社